# Compagnia Volontari "Mario Àngheben"
La Compagnia Volontari "Mario Àngheben" era un'Unità delle Forze Armate Fiumane, era formata da studenti di età compresa tra i 15 ed i 20 anni, volontari.

Insieme ai Legionari delle altre due Compagnie fiumane, e ai duecento Granatieri di Ronchi, costituì la 1ª Falange Volontaria.

La Compagnia fu sciolta per la fusione dei Battaglioni Fiumani, il suo nome passò a un reparto del II Battaglione.

Era così costituita:
| Unità                                | Reparti Dipendenti | Sede | Città | Ufficiali | Note                                                                                      |
| ------------------------------------ | ------------------ | ---- | ----- | --- | ----------------------------------------------------------------------------------------- |
| Compagnia Volontari "Mario Àngheben" |                    |      | Fiume | Cap. Giovanni Mrach-Schiavon Maracchi (Comandante) Ten. Alfredo Zalocco (Vice Comandante) Ten. Mario Pratola Ten. Camillo Steve S.Ten. Domenico Acerbi S.Ten. Antonio Montenovi S.Ten. Marcello Serena S.Ten. Vittorio Suster S.Ten. Giuseppe Zuliani Aspirante Medico Giorgio Maraspin | Guardia Nazionale dal 12 novembre 1919 al 1920 Composta da studenti fra i 15 ed i 20 anni |